# Geher-Länderkampf der Frauen 1982 Schweiz – BR Deutschland – Dänemark – Frankreich
| 9. Leichtathletik-Länderkampf mit bundesdeutscher Beteiligung 1982           | 9. Leichtathletik-Länderkampf mit bundesdeutscher Beteiligung 1982 |
| ---------------------------------------------------------------------------- | ------------------------------------------------------------------ |
|                                                                              |                                                                    |
| Geher-Vergleich der Frauen: Schweiz – BR Deutschland – Dänemark – Frankreich |                                                                    |
| Austragungsort                                                               | Lausanne                                                           |
| Wettbewerbe                                                                  | 1                                                                  |
| Datum                                                                        | 26. Juni                                                           |
| 1. FRA 2. FRG 3. DNK 4. SUI                                                  | 34 P 21 P 18 P 06 P                                                |
| Chronik                                                                      |                                                                    |
| ← BGR-FRG/FRG-YUG (F)                                                        | USA-FRG/FRG-Panafrika (M) →                                        |

Im neunten Vergleich des Länderkampfjahres 1982 traten die bundesdeutschen Geherinnen am 27. Juni zu ihrem ersten und einzigen Länderkampf in diesem Jahr an. Dabei kam es zum fünften Aufeinandertreffen mit der Schweiz, Dänemark und Frankreich. An diesen Begegnungen waren in den vorangegangenen Jahren zusätzlich Vertreterinnen aus Schweden beteiligt gewesen, die nun fehlten. Austragungsort des diesjährigen Events war Lausanne. Die ersten vier Vergleiche hatte jeweils Schweden gewonnen. Die Bundesrepublik war drei Mal Zweiter vor Frankreich geworden, im Vorjahr hatte Frankreich vor der Bundesrepublik den zweiten Platz belegt.

## Modus
Ausgetragen wurde ein Wettbewerb im Bahngehen über 5000 Meter. Jede Nation konnte vier Geherinnen stellen, von denen die drei Besten gewertet wurden. Die Punkte wurden verteilt wie folgt: 1. Platz: 13 Punkte / 2. Pl.; 11 P / 3. Pl: 10 P / 4. Pl.: 9 P / 5. Pl,: 8 P / …

## Ergebnis
Die französischen Geherinnen dominierten den Wettkampf in diesem Jahr maximal. Die drei ihrer gewerteten Vertreterinnen beendeten das Gehen auf den Rängen eins bis drei vor allen Konkurrentinnen. Frankreich gewann den Länderkampf mit 34 Punkten. Das bundesdeutsche Team folgte mit den Rängen fünf, sieben und acht mit 21 Punkten auf dem zweiten Platz. Dänemark (achtzehn Punkte) und die Schweiz (sechs Punkte) belegten die Ränge drei und vier.

## Resultat

### 5 km Straßengehen
| Platz | Athletin                | Land | Zeit (min) |
| ----- | ----------------------- | ---- | ---------- |
| 01    | Suzanne Griesbach       | FRA  | 23:44,6    |
| 02    | Viviane Herbert         | FRA  | 24:59,8    |
| 03    | Jeanine Gosselin        | FRA  | 25:16,2    |
| 04    | Lene Cassidy            | DNK  | 25:50,8    |
| 05    | Monika Glöckler         | FRG  | 26:02,6    |
| 06    | Marie-Therese Ettwiller | FRA  | 26:09,4    |
| 07    | Regine Broders          | FRG  | 26:12,1    |
| 08    | Margot Ehrenberger      | FRG  | 26:38,3    |
| 09    | Ulla Kristiansen        | DNK  | 26:45,5    |
| 10    | Karin Jansen            | DNK  | 26:47,6    |
| 10    | Gunhild Kristiansen     | DNK  | 26:47,6    |
| 12    | Ingrid Adam             | FRG  | 27:22,8    |
| 13    | Corinne Aviolent        | SUI  | 27:41,0    |
| 14    | Astrid Mignot           | SUI  | 28:36,6    |
| 15    | Natascia Apostoli       | SUI  | 29:00,8    |
| 16    | Suzy Darbellay          | SUI  | 29:08,5    |